# Província de Minas do Sul
Minas do Sul foi um projeto apresentado em 1862 pelo deputado Evaristo da Veiga, prevendo a criação de uma nova província do Império do Brasil. A província teria um extenso território compreendido entre as províncias de São Paulo, Goiás e Rio de Janeiro, cuja circunscrição era determinada pelos rios Turvo, Grande, São Francisco e Paranaíba. 
Seu território provavelmente se estenderia por parte da Zona da Mata e pelo Triangulo Mineiro, tendo a cidade de Campanha, núcleo civilizador, como sua capital, tendo sido indicada em 29 de novembro de 1853. A província deveria ter 3 senadores, 10 deputados gerais e 28 provinciais. O projeto foi assinado por 47 deputados e recebido com boa aceitação, alguns membros da bancada mineira que já haviam se pronunciado favoráveis à divisão de Minas Gerais. O Conselheiro Nebias e Barbosa da Cunha, deputados paulistas que, em 1853, haviam requerido a anexação da Comarca do Sapucaí à província de São Paulo também prestaram seu apoio ao projeto separatista.
Em 1863, a dissolução da Assembleia Geral impediu que o projeto tivesse sucesso.